# Judô nos Jogos Olímpicos de Verão de 2012
As competições de judô nos Jogos Olímpicos de Verão de 2012 foram realizadas entre 28 de julho e 3 de agosto. A modalidade foi disputada no ExCeL com sete categorias para homens e sete para mulheres, de acordo com o peso.

## Calendário
| Julho/Agosto | 25 | 26 | 27 | 28 | 29 | 30 | 31 | 1 | 2 | 3 | 4 | 5 | 6 | 7 | 8 | 9 | 10 | 11 | 12 |
| ------------ | -- | -- | -- | -- | -- | -- | -- | - | - | - | - | - | - | - | - | - | -- | -- | -- |
| Judô         |    |    |    | 2  | 2  | 2  | 2  | 2 | 2 | 2 |   |   |   |   |   |   |    |    |    |

|  | Dia de competição |  | Dia de final |

## Eventos

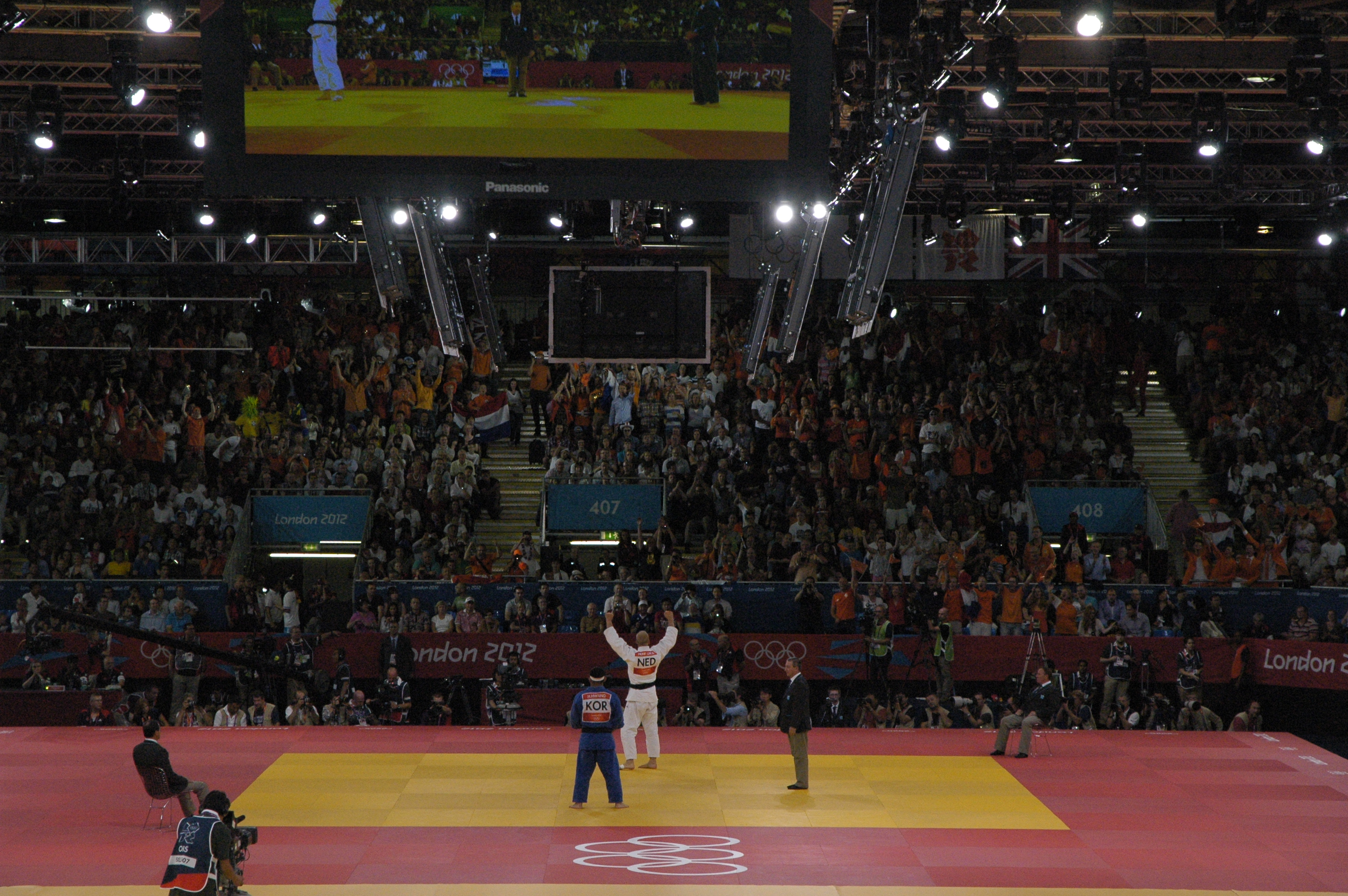
Área de competição montada no ExCeL.

Catorze categorias de peso distribuíram medalhas nos seguintes eventos:
Masculino
- Até 60 kg
- Até 66 kg
- Até 73 kg
- Até 81 kg
- Até 90 kg
- Até 100 kg
- Acima de 100 kg

Feminino
- Até 48 kg
- Até 52 kg
- Até 57 kg
- Até 63 kg
- Até 70 kg
- Até 78 kg
- Acima de 78 kg

## Medalhistas
Masculino
| Evento                  | Ouro                              | Prata                                | Bronze                                                     |
| ----------------------- | --------------------------------- | ------------------------------------ | ---------------------------------------------------------- |
| Até 60 kg detalhes      | Arsen Galstyan RUS Rússia         | Hiroaki Hiraoka JPN Japão            | Felipe Kitadai BRA Brasil Rishod Sobirov UZB Uzbequistão   |
| Até 66 kg detalhes      | Lasha Shavdatuashvili GEO Geórgia | Miklós Ungvári HUN Hungria           | Masashi Ebinuma JPN Japão Cho Jun-ho KOR Coreia do Sul     |
| Até 73 kg detalhes      | Mansur Isaev RUS Rússia           | Riki Nakaya JPN Japão                | Nyam-Ochir Sainjargal MGL Mongólia Ugo Legrand FRA França  |
| Até 81 kg detalhes      | Kim Jae-bum KOR Coreia do Sul     | Ole Bischof GER Alemanha             | Ivan Nifontov RUS Rússia Antoine Valois-Fortier CAN Canadá |
| Até 90 kg detalhes      | Song Dae-nam KOR Coreia do Sul    | Asley González CUB Cuba              | Ilias Iliadis GRE Grécia Masashi Nishiyama JPN Japão       |
| Até 100 kg detalhes     | Tagir Khaibulaev RUS Rússia       | Naidangiin Tüvshinbayar MGL Mongólia | Dimitri Peters GER Alemanha Henk Grol NED Países Baixos    |
| Mais de 100 kg detalhes | Teddy Riner FRA França            | Alexander Mikhaylin RUS Rússia       | Rafael Silva BRA Brasil Andreas Tölzer GER Alemanha        |

Feminino
| Evento                 | Ouro                              | Prata                               | Bronze                                                      |
| ---------------------- | --------------------------------- | ----------------------------------- | ----------------------------------------------------------- |
| Até 48 kg detalhes     | Sarah Menezes BRA Brasil          | Alina Alexandra Dumitru ROU Romênia | Éva Csernoviczki HUN Hungria Charline van Snick BEL Bélgica |
| Até 52 kg detalhes     | An Kum-ae PRK Coreia do Norte     | Yanet Bermoy CUB Cuba               | Rosalba Forciniti ITA Itália Priscilla Gneto FRA França     |
| Até 57 kg detalhes     | Kaori Matsumoto JPN Japão         | Corina Căprioriu ROU Romênia        | Marti Malloy USA Estados Unidos Automne Pavia FRA França    |
| Até 63 kg detalhes     | Urška Žolnir SLO Eslovênia        | Xu Lili CHN China                   | Yoshie Ueno JPN Japão Gévrise Émane FRA França              |
| Até 70 kg detalhes     | Lucie Décosse FRA França          | Kerstin Thiele GER Alemanha         | Yuri Alvear COL Colômbia Edith Bosch NED Países Baixos      |
| Até 78 kg detalhes     | Kayla Harrison USA Estados Unidos | Gemma Gibbons GBR Grã-Bretanha      | Audrey Tcheuméo FRA França Mayra Aguiar BRA Brasil          |
| Mais de 78 kg detalhes | Idalys Ortiz CUB Cuba             | Mika Sugimoto JPN Japão             | Karina Bryant GBR Grã-Bretanha Tong Wen CHN China           |

## Quadro de medalhas
| Ordem | País                | Medalha de ouro | Medalha de prata | Medalha de bronze |    | Ordem por total |
| ----- | ------------------- | --------------- | ---------------- | ----------------- | -- | --------------- |
| 1     | RUS Rússia          | 3               | 1                | 1                 | 5  | 3               |
| 2     | FRA França          | 2               |                  | 5                 | 7  | 1               |
| 3     | KOR Coreia do Sul   | 2               |                  | 1                 | 3  | 6               |
| 4     | JPN Japão           | 1               | 3                | 3                 | 7  | 1               |
| 5     | CUB Cuba            | 1               | 2                |                   | 3  | 6               |
| 6     | BRA Brasil          | 1               |                  | 3                 | 4  | 4               |
| 7     | USA Estados Unidos  | 1               |                  | 1                 | 2  | 8               |
| 8     | GEO Geórgia         | 1               |                  |                   | 1  | 15              |
|       | PRK Coreia do Norte | 1               |                  |                   | 1  | 15              |
|       | SLO Eslovênia       | 1               |                  |                   | 1  | 15              |
| 11    | GER Alemanha        |                 | 2                | 2                 | 4  | 4               |
| 12    | ROU Romênia         |                 | 2                |                   | 2  | 8               |
| 13    | CHN China           |                 | 1                | 1                 | 2  | 8               |
|       | GBR Grã-Bretanha    |                 | 1                | 1                 | 2  | 8               |
|       | HUN Hungria         |                 | 1                | 1                 | 2  | 8               |
|       | MGL Mongólia        |                 | 1                | 1                 | 2  | 8               |
| 17    | NED Países Baixos   |                 |                  | 2                 | 2  | 8               |
| 18    | BEL Bélgica         |                 |                  | 1                 | 1  | 15              |
|       | CAN Canadá          |                 |                  | 1                 | 1  | 15              |
|       | COL Colômbia        |                 |                  | 1                 | 1  | 15              |
|       | GRE Grécia          |                 |                  | 1                 | 1  | 15              |
|       | ITA Itália          |                 |                  | 1                 | 1  | 15              |
|       | UZB Uzbequistão     |                 |                  | 1                 | 1  | 15              |
| TOTAL | TOTAL               | 14              | 14               | 28                | 56 |                 |